# Panicum trichidiachne
Panicum trichidiachne är en gräsart som beskrevs av Johann es Christoph Christian Döll. Panicum trichidiachne ingår i släktet vipphirser, och familjen gräs. Inga underarter finns listade i Catalogue of Life.